# Juniorvärldsmästerskapen i alpin skidsport 1988
Juniorvärldsmästerskapen i alpin skidsport 1988 avgjordes i Madonna di Campiglio i Italien under perioden 27-31 januari 1988 och var det sjunde världsmästerskapet för juniorer. Tävlingsprogrammet utökades med Super-G och de första JVM-gulden gick till Sabine Ginther på damsidan och Jeremy Nobis på herrsidan.

## Medaljfördelning
| Placering | Nation          | Guld | Silver | Brons | Totalt |
| 1         | Österrike       | 3    | 1      | 3     | 7      |
| 2         | Västtyskland    | 2    | 2      | 0     | 4      |
| 3         | USA             | 1    | 2      | 1     | 4      |
| 4         | Italien         | 1    | 2      | 0     | 3      |
| 5         | Sovjetunionen   | 1    | 0      | 1     | 2      |
| 6         | Bulgarien       | 1    | 0      | 0     | 1      |
| 6         | Jugoslavien     | 1    | 0      | 0     | 1      |
| 8         | Frankrike       | 0    | 1      | 4     | 5      |
| 9         | Finland         | 0    | 1      | 0     | 1      |
| 9         | Sverige         | 0    | 1      | 0     | 1      |
| 11        | Tjeckoslovakien | 0    | 0      | 1     | 1      |
|           | Totalt          | 10   | 10     | 10    | 30     |

## Resultat Damer
| Datum           | Plats                         | Disciplin   | Guld                   | Silver                 | Brons                 |
| 27 januari 1988 | Madonna di Campiglio, Italien | Störtlopp   | Andrea Schwarzenberger | Sabine Ginther         | Ulla Lodzinja         |
| 28 januari 1988 | Madonna di Campiglio, Italien | Super-G     | Sabine Ginther         | Andrea Schwarzenberger | Aline Mandrillon      |
| 30 januari 1988 | Madonna di Campiglio, Italien | Storslalom  | Sabine Ginther         | Bibiana Perez          | Elfi Eder             |
| 31 januari 1988 | Madonna di Campiglio, Italien | Slalom      | Renate Oberhofer       | Tanis Hunt             | Raymonde Ansanay Alex |
| 31 januari 1988 | Madonna di Campiglio, Italien | Kombination | Sabine Ginther         | Krista Schmidinger     | Raymonde Ansanay Alex |

## Resultat Herrar
| Datum           | Plats                         | Disciplin   | Guld                  | Silver            | Brons          |
| 27 januari 1988 | Madonna di Campiglio, Italien | Störtlopp   | Kaspar Gilgenrainer   | Wolfgang Graßl    | Peter Rzehak   |
| 28 januari 1988 | Madonna di Campiglio, Italien | Super-G     | Jeremy Nobis          | Sergio Bergamelli | Peter Rzehak   |
| 29 januari 1988 | Madonna di Campiglio, Italien | Storslalom  | Gregor Grilc          | Janne Leskinen    | Jeremy Nobis   |
| 30 januari 1988 | Madonna di Campiglio, Italien | Slalom      | Stefan Schalamanov    | Thomas Fogdö      | Max Ancenay    |
| 30 januari 1988 | Madonna di Campiglio, Italien | Kombination | Kostantin Christiakov | Max Ancenay       | Vlastimil Maxa |